# Oliver Kreutzfeldt
Oliver Kreutzfeldt (* Oktober 1968 in Windhoek) ist ein ehemaliger deutscher American-Football-Spieler.

## Laufbahn
Kreutzfeldt spielte bei den Norderstedt Chiefs und bei den Hamburg Silver Eagles, ehe er ab 1992 den Hamburg Blue Devils angehörte. Er war bis 1998 Teil der Mannschaft, nachdem er bereits 1997 zwischenzeitlich seinen Rücktritt eingereicht hatte und gewann mit den Hamburgern in dieser Zeit die deutsche Meisterschaft (1996) sowie den Eurobowl (1996, 1997 und 1998). Durch die große Konkurrenz auf seiner Quarterback-Position, besonders durch Spieler aus Nordamerika, blieb er bei den Teufeln oft Ersatzmann, obwohl er jahrelang als der beste deutsche Spielmacher galt. 1993 wurde er in die deutsche Footballnationalmannschaft berufen, musste aber aufgrund einer Verletzung absagen.
In der 1999er Saison spielte der 1,80 Meter große Kreutzfeldt, der auch ein begabter Tennisspieler war, für die Hamburg Wild Huskies in der höchsten deutschen Bundesliga. Im Sommer 2000 zog sich der beruflich als Polizist tätige Kreutzfeldt mit 32 Jahren aus dem Leistungssport zurück.